# 市ノ澤翔
市ノ澤 翔（いちのさわ しょう、1982年9月16日- ）は、日本の公認会計士、税理士、YouTuber。Monolith Partners代表、株式会社リーベルタッド代表取締役、一般社団法人IAM代表理事を務める。

## 来歴
1982年、神奈川県鎌倉市に生まれ、茨城県守谷市で育つ。2001年、茨城県立水海道第一高等学校卒業。高校卒業後は定職には付かず、約5年間アルバイトなどで生計を立てる。
2006年10月、24歳の時に資格取得を決意し、公認会計士資格を10カ月で取得。2007年12月PwC Japan有限責任監査法人に入社し製造業や商社、小売業などの一般事業会社の監査業務に従事した。その後2012年10月に当時のクライアントでもあったボッシュパッケージングテクノロジー株式会社に入社、財務部にてM&A業務などに携わったのち独立した。
2014年6月、税理士登録。同年7月に市ノ澤翔会計税務事務所設立。2021年8月、市ノ澤翔会計税務事務所からMonolith Partnersに名称変更を行う。

## 人物
- 公認会計士の受験を決意してからは、派遣で働きながら独学で簿記検定2・3級を取得、専門学校で学び1級に合格した。公認会計士試験の勉強法は基本的には丸暗記を行い、ひたすらテキストを音読し続けた[4][5]。
- 高校まではサッカーに打ち込む。将来の夢はサッカーチームを創設し、世界一のチームにすることで、人々が歓喜し生きがいとなるような
エンターテイメントを提供すること[6]。
- YouTubeでは黒字社長名義で、経営者向けに会社経営や融資、節税などについて情報を発信している。ビジネスをエンターテイメントにしたいと思って開始したもの[3]。

## 出演
- 『事業再生版令和の虎』（YouTubeチャンネル、2024年)